# 1243. grenadirski polk (Wehrmacht)
1242. grenadirski polk (izvirno nemško 1242. Grenadier-Regiment; kratica 1242. GR) je bil pehotni polk Heera v času druge svetovne vojne.

## Zgodovina
Polk je bil ustanovljen 10. februarja 1945 iz šolskih enot za obrambo Küstrina.